# Ireneusz Makles
Ireneusz Stefan Makles (ur. 1 października 1939 w Częstochowie, zm. 1 października 2018 w Warszawie) – polski dyplomata i działacz społeczny.

## Życiorys
Był absolwentem ekonomii na Akademii Ekonomicznej w Krakowie oraz Dwuletniego Podyplomowego Studium Afrykanistyki przy Uniwersytecie Warszawskim. W czasie studiów aktywny w Zrzeszeniu Studentów Polskich. Pracował jako radca w pionach zagranicznych wielu ministerstw, a także Kancelarii Prezesa Rady Ministrów. W latach 1982–1985 był I sekretarzem ds. współpracy naukowo-technicznej i kulturalnej Ambasady w Nowym Delhi w Indiach. W latach 1996–2001 piastował funkcję Konsula Generalnego RP w Bombaju, zaś w latach 2004–2008 funkcję Konsula Generalnego RP w Karaczi w Pakistanie.
Był działaczem i wiceprzewodniczącym Rady Programowej Stowarzyszenia Obywatelskiego „Dom Polski”. Był również członkiem Komitetu Honorowego Fundacji Międzynarodowej Współpracy i Rozwoju.
Zmarł 1 października 2018 w Warszawie.